# 2001 في إسرائيل
فيما يلي قوائم الأحداث التي وقعت خلال عام 2001 في إسرائيل.

## أحداث
- 12 ديسمبر – عملية عمانوئيل الأولى
- 17 أكتوبر – اغتيال رحبعام زئيفي

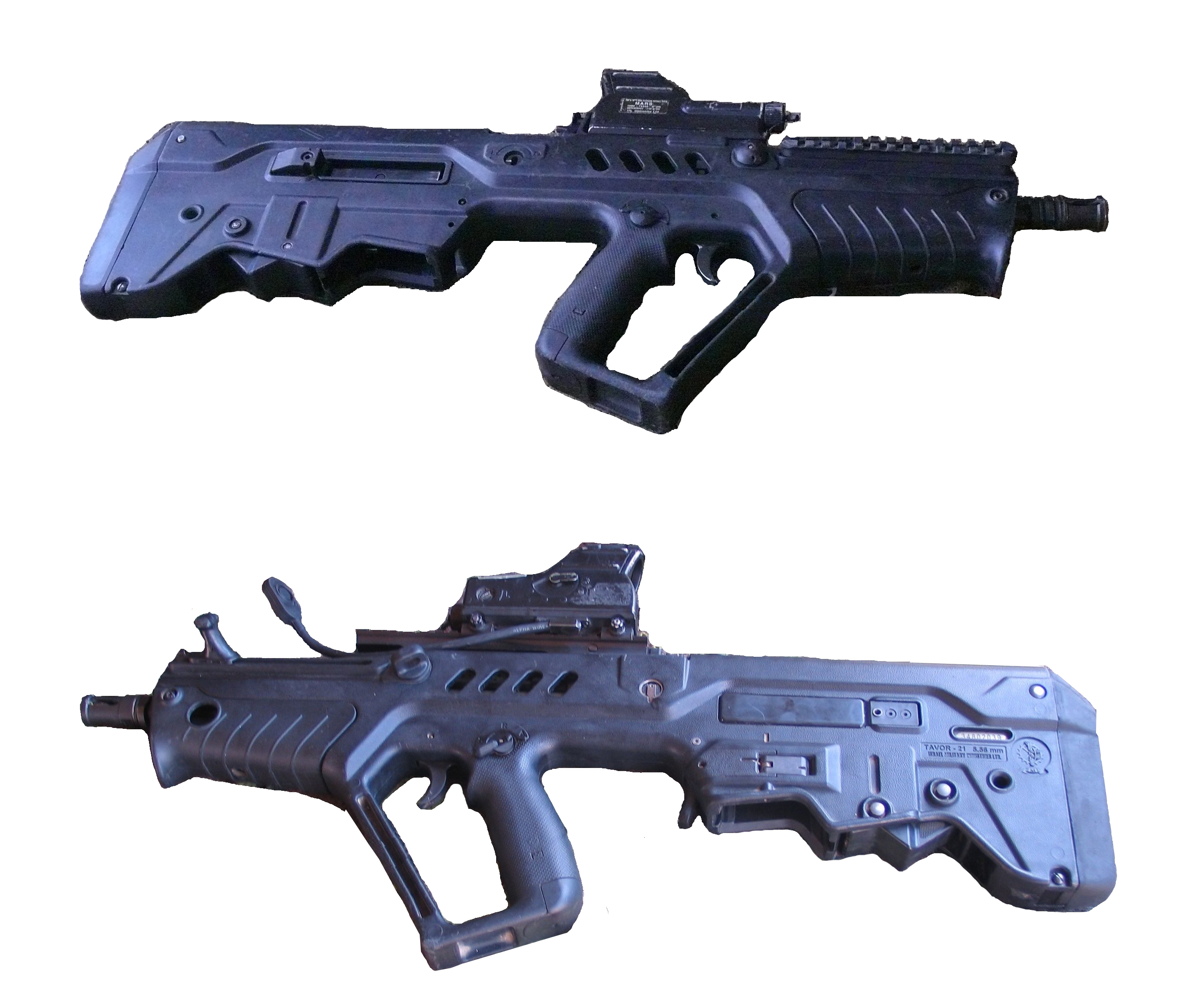
البندقية الإسرائيلية تافور ، التي طورتها إسرائيل وأنتجتها ، بدأت تستخدم من قبل قوات جيش الدفاع.

- 16 يوليو – تفجير محطة قطار بنيامينا
- 4 مارس – عملية نتانيا 2001
- 29 نوفمبر – تفجير حافلة برديس حنا
- 9 سبتمبر – تفجير محطة قطار نهاريا
- 2 ديسمبر – تفجير حافلة حيفا 2001
- 1 يونيو – تفجير ملهى الدلافين
- 18 مايو – تفجير هشارون مول 2001
- 9 أغسطس – عملية مطعم سبارو

## سياسة

### تعيين في المنصب
- 7 مارس – أرئيل شارون رئيس وزراء إسرائيل.
- 7 مارس – افيغادور ليبرمان وزير الطاقة  [لغات أخرى]‏.
- 7 مارس – بنيامين بن إليعازر وزير الدفاع  [لغات أخرى]‏.
- 7 مارس – داليا رابين بيلوسوف Deputy Minister of Defense ‏.
- 7 مارس – رؤوفين ريفلين وزير الاتصالات  [لغات أخرى]‏.
- 7 مارس – شمعون بيريز وزير الخارجية  [لغات أخرى]‏، نائب رئيس الوزراء ‏.
- 7 مارس – صالح طريف وزير بدون حقيبة وزارية،عضو الكنيست [الإنجليزية]‏.
- 7 مارس – ناتان شارانسكي نائب رئيس الوزراء ‏.
- 9 مارس – إيتان كابل عضو الكنيست [الإنجليزية]‏،عضو الكنيست [الإنجليزية]‏.
- 15 مايو – افرايم سنيه عضو الكنيست [الإنجليزية]‏.
- 15 مايو – حاييم رامون عضو الكنيست [الإنجليزية]‏.
- 15 مايو – سوفا لاندفير عضو الكنيست [الإنجليزية]‏.
- 29 أغسطس – تسيبي ليفني وزير بدون حقيبة وزارية.
- 29 أغسطس – دان مريدور وزير بدون حقيبة وزارية.
- 17 أكتوبر – أوري أرئيل عضو الكنيست [الإنجليزية]‏.

### انتهاء فترة المنصب
- 1 يناير – يولي تمير وزارة استيعاب المهاجرين.
- 7 مارس – أمنون ليبكين شاحاك وزير السياحة  [لغات أخرى]‏، وزير النقل والأمان على الطريق  [لغات أخرى]‏،عضو الكنيست [الإنجليزية]‏.
- 7 مارس – افرايم سنيه Deputy Minister of Defense ‏،عضو الكنيست [الإنجليزية]‏.
- 7 مارس – إيهود باراك رئيس وزراء إسرائيل، وزير الدفاع  [لغات أخرى]‏، وزير الزراعة والتنمية  [لغات أخرى]‏،عضو الكنيست [الإنجليزية]‏.
- 7 مارس – بنيامين بن إليعازر وزير الاتصالات  [لغات أخرى]‏، نائب رئيس الوزراء ‏.
- 7 مارس – روني ميلو وزير الصحة  [لغات أخرى]‏.
- 7 مارس – نواف مصالحة نائب وزير الخارجية ‏.
- 28 مارس – إسحاق مردخاي عضو الكنيست [الإنجليزية]‏.
- 15 مايو – إيتان كابل عضو الكنيست [الإنجليزية]‏.
- 15 مايو – حاييم رامون عضو الكنيست [الإنجليزية]‏.
- 15 مايو – سوفا لاندفير عضو الكنيست [الإنجليزية]‏.
- 15 مايو – صالح طريف عضو الكنيست [الإنجليزية]‏.
- 17 أكتوبر – رحبعام زئيفي عضو الكنيست [الإنجليزية]‏.

## كتب
من الكتب التي صدرت هذه السنة في إسرائيل:
- 1 يناير – كشف البيبل من تأليف إسرائيل فينكلستاين.

## وفيات

### مايو
- 23 مايو – إبراهيم أبو لغد (مواليد 1929) عالم سياسة من الولايات المتحدة الأمريكية.

### أكتوبر
- 17 أكتوبر – رحبعام زئيفي (مواليد 1926) سياسي إسرائيلي.